# 阿科瑪
阿科瑪（法語：Arkema S.A.）是一家法國化工公司，總部位於法國巴黎附近的科隆布。

## 历史
2004年，它由道達爾的化工部門分裂而來，2006年5月在巴黎證券交易所上市。該公司旗下有多家負責不同業務的子公司。
2021年9月27日，阿科瑪宣布以3880萬美元的價格將其環氧化物業務剝離給嘉吉公司。

## 外部連接
- 官方网站